# XV legislatura del Regno d'Italia
La XV legislatura del Regno d'Italia ebbe inizio il 22 novembre 1882 e si concluse il 27 aprile 1886.

## Governi
Governi formati dai Presidenti del Consiglio dei ministri su incarico reale.
1. Governo Depretis IV (29 maggio 1881 - 25 maggio 1883), presidente Agostino Depretis (Sinistra storica)
  - Composizione del governo: Sinistra storica
2. Governo Depretis V (25 maggio 1883 - 30 marzo 1884), presidente Agostino Depretis (Sinistra storica)
  - Composizione del governo: Sinistra storica
3. Governo Depretis VI (30 marzo 1884 - 29 giugno 1885), presidente Agostino Depretis (Sinistra storica)
  - Composizione del governo: Sinistra storica
4. Governo Depretis VII (29 giugno 1885 - 4 aprile 1887), presidente Agostino Depretis (Sinistra storica)
  - Composizione del governo: Sinistra storica

## Parlamento

### Camera dei Deputati
- Presidente
  - Domenico Farini, dal 22 novembre 1882 al 12 marzo 1884
  - Michele Coppino, dal 19 marzo 1884 al 3 aprile 1884
  - Giuseppe Biancheri, dal 7 aprile 1884 al 27 aprile 1886

Nella legislatura la Camera tenne 586 sedute.

### Senato del Regno
- Presidente
  - Sebastiano Tecchio, dal 22 novembre 1882 al 27 luglio 1884
  - Giacomo Durando, dal 27 novembre 1884 al 27 aprile 1886

Nella legislatura il Senato tenne 211 sedute.